# 標津分屯地
標津分屯地（しべつぶんとんち、JGSDF Vice-Camp Shibetsu）とは、北海道標津郡標津町南2条西5丁目3-1に所在し、第302沿岸監視隊等が駐屯する陸上自衛隊釧路駐屯地の分屯地である。
分屯地司令は、第302沿岸監視隊長が兼務。1972年（昭和47年）に羅臼分室（らうすぶんしつ）が設置されている。

## 沿革
陸上自衛隊標津分屯地
- 1956年（昭和31年）7月10日：第302沿岸監視隊が編成完結。
- 1972年（昭和47年）：羅臼分室（オホーツク海付近の監視任務・周辺自治体との連絡調整等）[1]が設置。

## 駐屯部隊
- 北部方面情報隊
  - 第302沿岸監視隊
    - 本部班[2]
    - 羅臼分室
    - 野付分室[3]
- 釧路駐屯地業務隊
  - 標津管理班
- 北部方面システム通信群
  - 第101基地システム通信大隊
    - 第302基地通信中隊
      - 標津派遣隊

## 最寄の幹線交通
- 高速道路：
- 一般道：国道244号、国道272号、北海道道863号川北茶志骨線
- 鉄道：
- 飛行場：中標津空港（第三種空港）
- 港湾：標津港（地方港湾）